# Zespół pałacowy w Starnicach
Zespół pałacowy w Starnicach – pałac w Starnicach w gminie Dębnica Kaszubska w województwie pomorskim z XVIII wieku lub pierwszej połowy następnego stulecia wraz z parkiem.
Zespół parkowo-pałacowy w Starnicach został wpisany do rejestru zabytków przez Wojewódzkiego Konserwatora Zabytków w Koszalinie 15 maja 1966. W dawnym rejestrze zabytków województwa słupskiego po zmianach administracyjnych w 1975 znalazł się pod numerem ewidencyjnym A-154. Po reformie podziału administracyjnego w 1999 roku pałac i park znalazły się w wykazie zabytków nieruchomych Wojewódzkiego Urzędu Ochrony Zabytków w Gdańsku pod numerem ewidencyjnym A-404 jako zespół dworsko-parkowy.
Zespół ten jest jednym z trzech założeń pałacowo-parkowych w gminie Dębnica Kaszubska wpisanych do rejestru zabytków. Dwa pozostałe znajdują się w Motarzynie i Krzywaniu.

## Historia

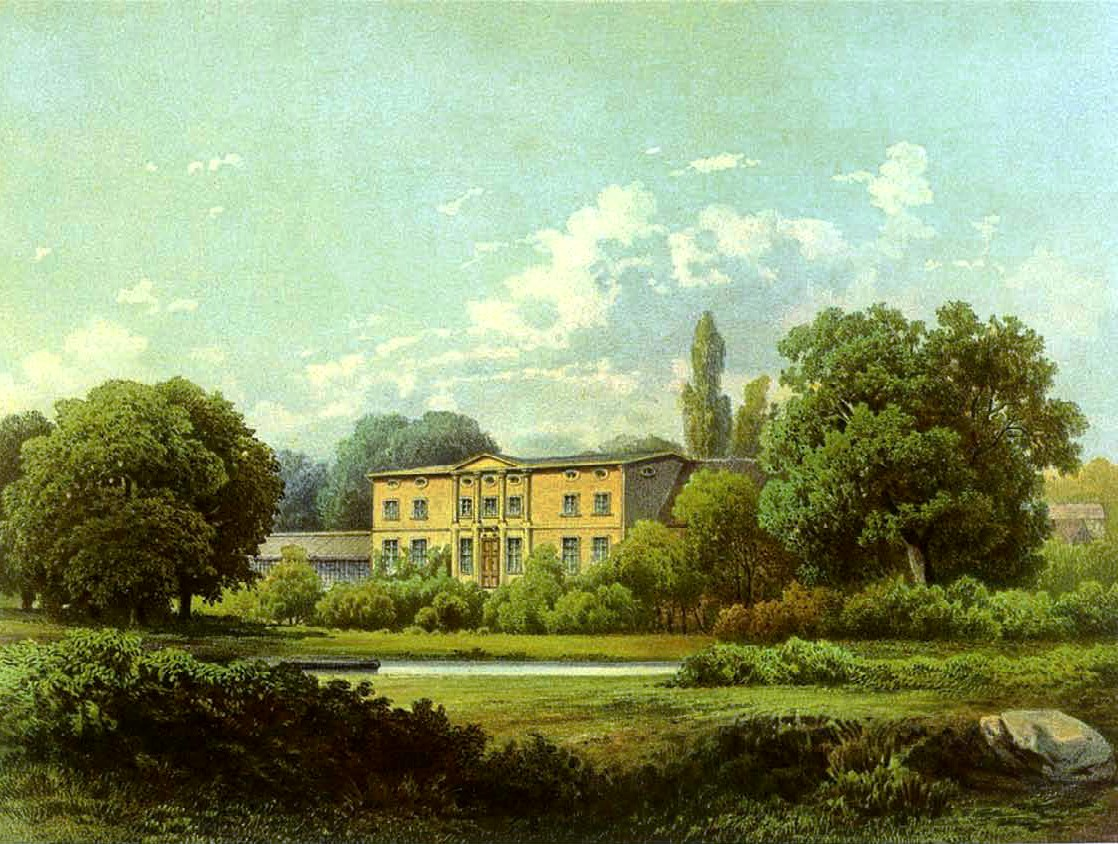
Pałac w Starnicach około 1860 według rysunku Alexandra Dunckera

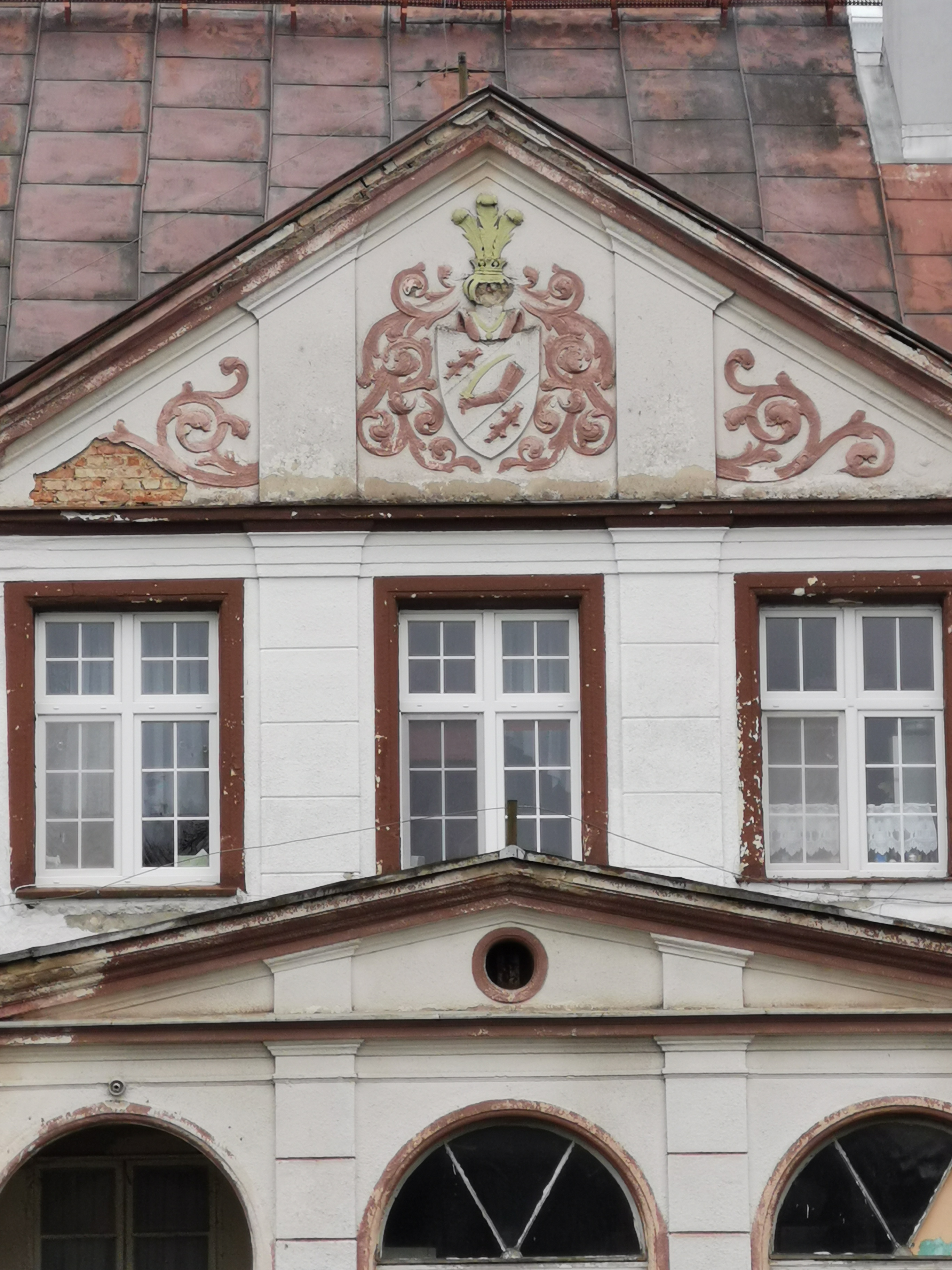
Herb rodu Gottbergów na pałacu w Starnicach

Dokładna data powstania pałacu nie jest znana. Według niektórych źródeł murowany budynek powstał w XVIII wieku, według innych momentu jego wzniesienia należy upatrywać w pierwszej połowie 19. stulecia. W latach 50. XIX wieku ówczesny właściciel majątku Friedrich von Gottberg przebudował budynek. Wzniesiono drugie piętro, które przykryto niemalże prostym dachem. Do ściany frontowej dobudowano portyk z czterema kolumnami. Po śmierci Friedricha w 1869 dobra starnickie przeszły w ręce jego syna Rudolfa. Ten władał majątkiem do 1882. Ostatnim przedwojennym właścicielem pałacu była w drugiej połowie lat 30. XX wieku Margarethe von Gottberg, która odziedziczyła ziemie po swoim mężu, także Rudolfie.

## Architektura
Pałac jest budynkiem dwukondygnacyjnym, o 9-osiowej elewacji. Fasada budynku wzbogacona jest pozornym ryzalitem o trzech osiach. Przed nim wzniesiono niski portyk o czterech kolumnach nakryty niskim, trójkątnym przyczółkiem. Ryzalit wieńczy trójkątny tympanon, w którym umieszczono herb rodu von Gottberg. W XIX wieku do pałacu dobudowano niższą oficynę. Stan budynku pod względem zachowania konstrukcji i detali architektonicznych określa jako niszczejący bądź zniszczony.

## Park
Park przy pałacu został założony w stylu krajobrazowym. Fragment w bezpośrednim sąsiedztwie budynku powstał w pierwszej połowie XIX wieku, część leśna zaś w drugiej jego połowie. Łącznie zajmuje powierzchnię około 3,5 ha. Część przypałacowa charakteryzuje się znacznym stopniem zniszczenia. Od frontu budynku wyróżnia się okrągły klomb z krótko przyciętymi świerkami pospolitymi oraz z karaganą syberyjską. Po obu stronach pałacu rośnie po jednej lipie drobnolistnej oraz po jednym krzewie głogu pośredniego odmiany pełnokwiatowej różowej. Przy ogrodzeniu, wzdłuż prawego skrzydła pałacu, pnie się w górę sześć, ułożonych w szereg świerków pospolitych. Tam też występuje licznie reprezentowany lepiężnik różowy.
Za budynkiem 18 lip drobnolistnych, o różnym obwodzie pni – od 170 do 410 cm, tworzy parkową aleję, łączącą część ogrodową z częścią o charakterze leśnym. Gatunkiem dominującym wśród drzew tego fragmentu parku jest świerk pospolity. Rzadziej występują dąb szypułkowy, klon zwyczajny, brzoza brodawkowata, nielicznie także wiąz pospolity, grab pospolity i klon jawor. Obok lipowej alei położony jest staw o powierzchni około 20 a, którego brzegi porastają m.in. manna mielec, tatarak zwyczajny oraz ponikło błotne.